# Pabellón Príncipe Felipe
Das Pabellón Príncipe Felipe ist eine Mehrzweckhalle im Südosten der spanischen Stadt Saragossa, Autonome Gemeinschaft Aragonien. Die Sportstätte beherbergt unter anderem die Heimspiele des Basketballclubs Casademont Saragossa. Der Handballverein BM Aragón nutzte die Arena bis zur Auflösung. Die Halle bietet 10.744 Sitzplätze.
Die Arena wurde am 17. April 1990 eröffnet trägt den Namen Pabellón Príncipe Felipe, zu Ehren des damaligen spanischen Kronprinzen und heutigen Königs Felipe VI. Neben dem Sport dient die Halle auch für Konzerte und diverse andere Veranstaltungen und Shows.

## Lage und öffentliche Verkehrsmittel
Das Pabellón Príncipe Felipe liegt im Südosten der Stadt auf der Avenida Cesáreo Alierta. Nahe der Halle befindet sich die Station Miraflores des Cercanías Zaragoza. Auch die Buslinien 24, 25, 38, 44, 51 und 52 halten bei der Arena.